# ببوس ولی گازم نگیر
ببوس ولی گازم نگیر یا خون‌آشام‌کشان نترس یا قاتلین بی‌باک خون‌آشام (انگلیسی: The Fearless Vampire Killers) که در بریتانیا با عنوان رقص خون‌آشام‌ها (به انگلیسی: Dance of the Vampires) شناخته می‌شود، فیلمی در ژانر کمدی ترسناک به کارگردانی رومن پولانسکی است که در سال ۱۹۶۷ منتشر شد. از بازیگران آن می‌توان به شارون تیت و رومن پولانسکی اشاره کرد.

## خلاصه داستان
«پروفسور آبرونیسیوس» محقق سالخورده خفاش‌ها به همراه دستیارش «آلفرد» به دهکده‌ای دورافتاده در ترانسیلوانیا می‌روند تا خون‌آشام‌ها را پیدا کنند. «آلفرد» عاشق «سارا» دختر جوان صاحب مسافرخانه می‌شود. اما او مورد علاقه کنتی عجیب است که در قلعه‌ای تاریک خارج از دهکده زندگی می‌کند و…

## بازیگران
- جک مک‌گوران در نقش پروفسور آبرونسیوز
- رومن پولانسکی در نقش آلفرد
- شارون تیت در نقش سارا شاگال
- آلفی بیس در نقش یواین شاگال
- فردی مین در نقش کنت فون کرولوک
- تری داونز در نقش کوکول
- فیونا لوئیس در نقش مگدا
- جسی رابینز در نقش ربکا شاگال